# Kalvarienberg St. Pölten

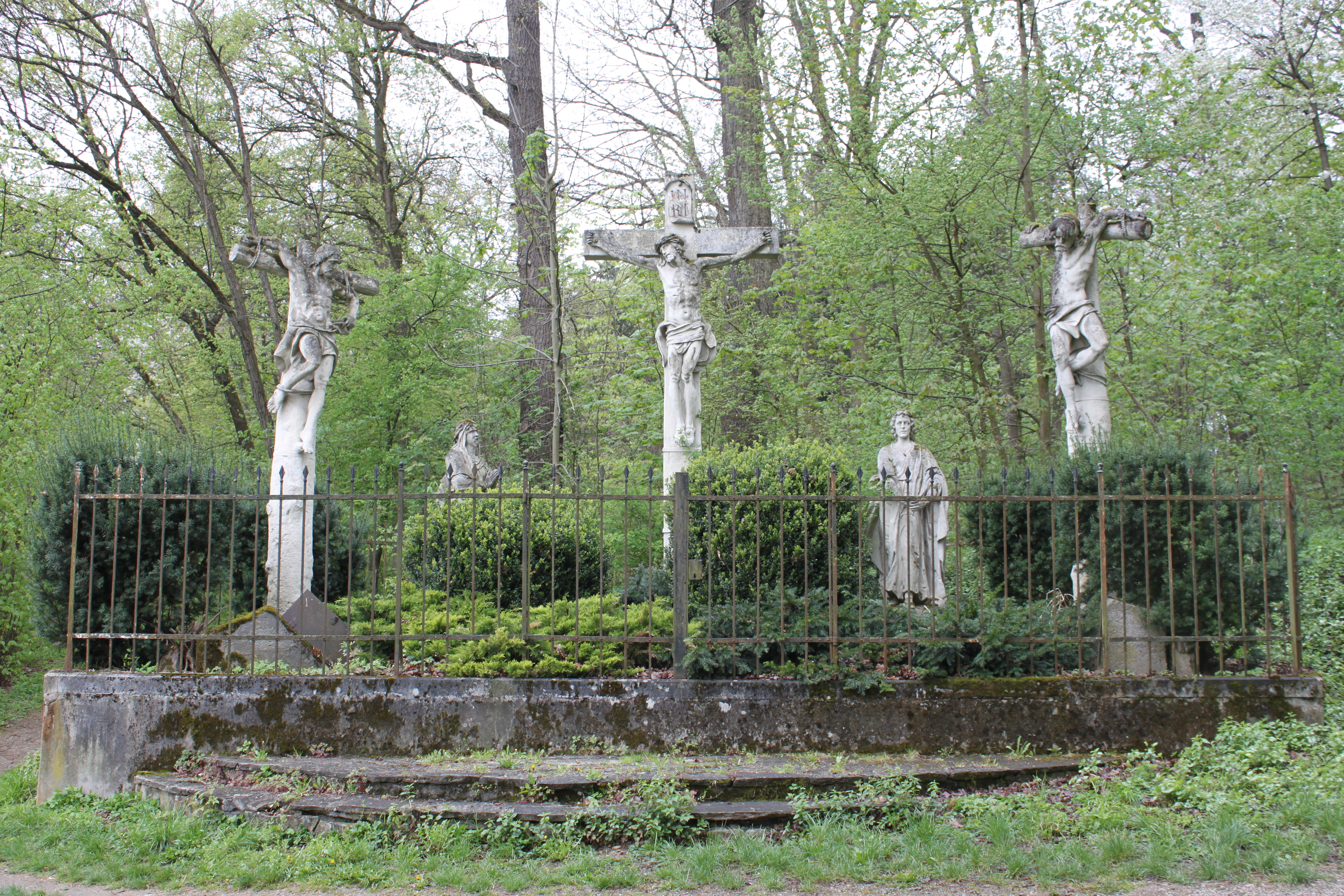
Der verbliebene Kalvarienberg (2011)

Der Kalvarienberg in St. Pölten entstand 1746 unter Mitwirkung des Barockbaumeisters Franz Munggenast und des Bildhauers Peter Widerin. Die Anlage im Kaiserwald ist heute nur mehr in Teilen vorhanden und steht unter Denkmalschutz.

## Geschichte

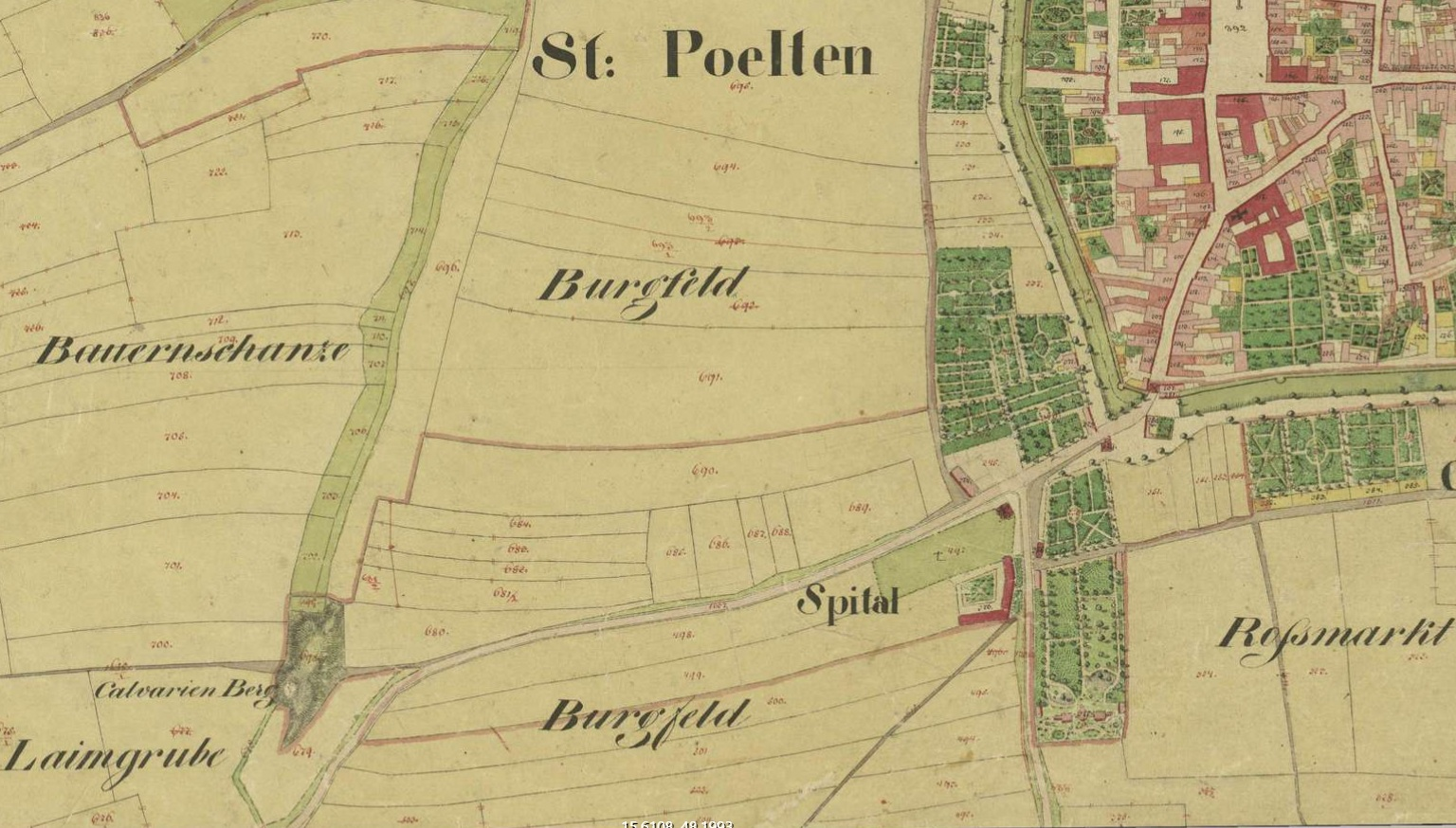
Der Calvarien Berg im Franziszeischen Kataster (1821)

Die St. Pöltner Bürgerin Katherina Trinkl hatte in ihrem Testament 800 Gulden für die Errichtung eines Kalvarienberges hinterlassen und das Stift St. Pölten mit der Umsetzung beauftragt. Nach ihrem Tod am 5. November 1740 zeigte das Stift allerdings kein Interesse an der Verwirklichung, es stand die Vermutung im Raum, das Stift wolle das Erbe in die Klosterkassen fließen lassen.
Nach mehreren direkten Kontaktaufnahmen des Stadtrates mit dem Stift intervenierte die Stadtregierung schließlich in Wien, am 19. April 1746 schließlich verfügte Maria Theresia, dass unter gemeinsamer Aufsicht von Stadtrat und Stift, das Testament verwirklicht werden sollte.
Am 5. Mai des Jahres wurde Peter Widerin zum Lohn von 370 Gulden mit der Anfertigung von fünf Statuen aus Eggenburger Sandstein beauftragt, am 15. Mai datiert der Vertrag mit Franz Munggenast über die Maurerarbeiten sowie des Fundamentes und der Aufrichtung des Fundamentes. Für diesen Teil erhielt Munggenast 210 Gulden, für die Treppenanlage erhielt er weitere 284 Gulden.
Die Fertigstellung scheint noch 1746 gewesen zu sein.
Im 19. Jahrhundert wurde, wohl durch den Bau der Eisenbahnlinien (Mariazeller Bahn sowie Leobersdorfer Bahn) sowie Verbreitung der Straße Richtung Melk (heute Landesstraße B1), der Kalvarienberg deutlich umgestaltet. Die Arbeiten von Munggenast, allen voran der Stiegenaufgang, verschwanden komplett, auch zwei der Statuen Widerins fehlen.
2017 wurde bekannt, dass ab 2018 der Kalvarienberg saniert wird. Dabei werden die einzelnen Statuen in ein neues Gesamtkonzept integriert. 2021 wurde die Sanierung des Kalaverienberg abgeschlossen.

## Beschreibung
Die Kreuzigungsgruppe bestand ursprünglich aus fünf Figuren:
- Christus am Kreuz
- die zwei Schächter am Kreuz (Dismas und Gestas)
- Maria (Mutter Jesu)
- Apostel Johannes
- Maria Magdalena

wobei die letztgenannte heute nicht mehr vorhanden ist. Ebenso fehlt heute der von Munggenast gestaltete Stiegenaufgang.